# تمثال بينيلوبي

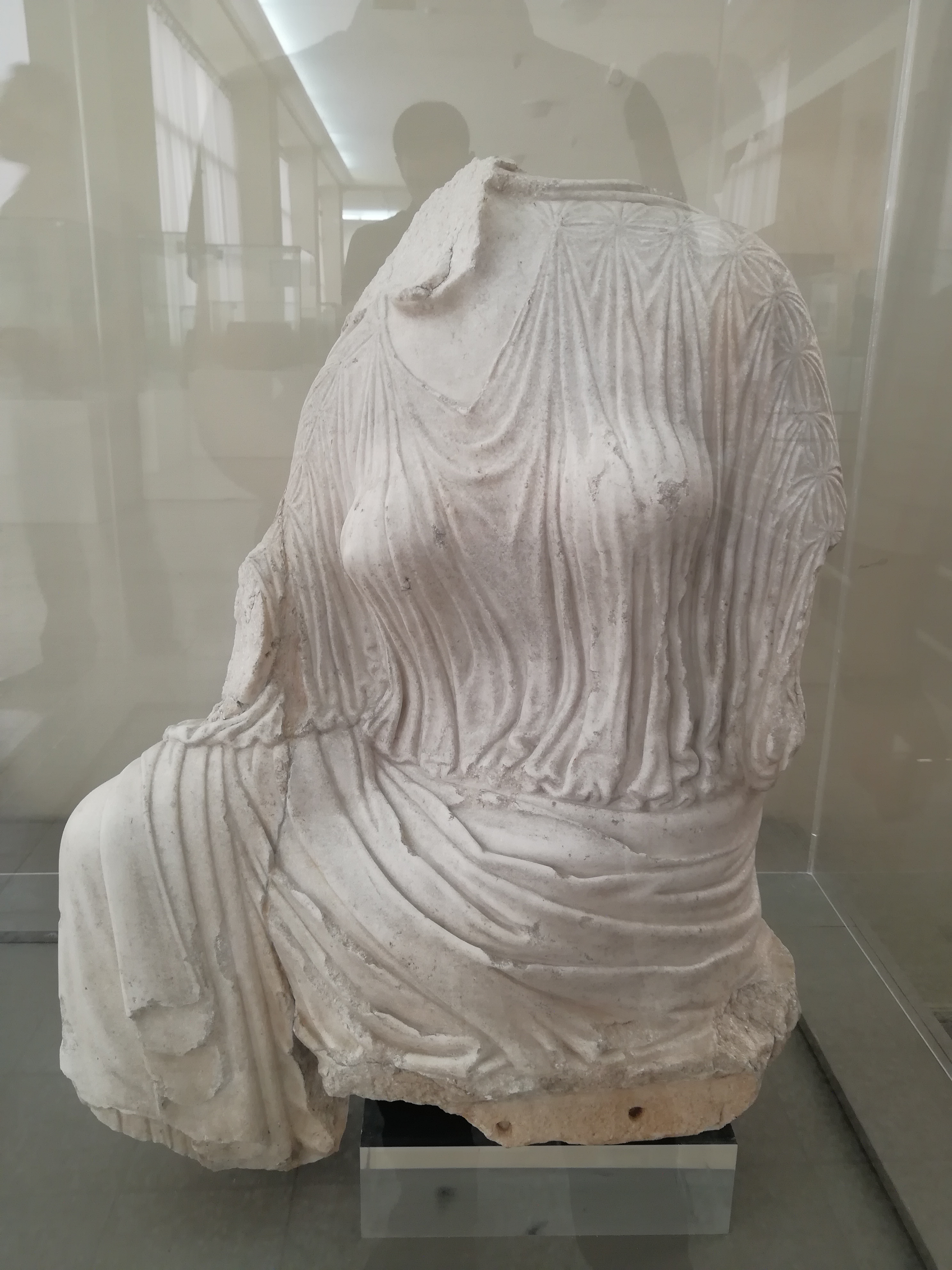
تمثال بينيلوب

تمثال بينيلوبي هو تمثال من الرخام اكتشف في برسبوليس، وهو معروض حالياً في المتحف الوطني الإيراني. خلال معرض مشترك بين إيران وإيطاليا نظّم عام 2015، عُرض التمثال في مؤسسة برادا في ميلانو لمدة 4 أشهر تقريبًا، كما عُرضت جميع التماثيل الأربعة أيضًا في المتحف الوطني الإيراني بين سبتمبر ومارس 2016 في طهران.  التمثال هو لسيدة يونانية بالحجم الطبيعي على الطراز القاسي اكتشفه المعهد الشرقي في شيكاغو في عام 1945. وقد عُثر عليه متناثراً في ثلاثة أجزاء في أنقاض خزانة برسيبوليس.   ويُفترض أن يكون زركسيس قد أحضر التمثال إلى برسبوليس بعد غزو أثينا خلال معركة ترموبيلاي في عام 480 قبل الميلاد. 